# Balatonfűzfő
Balatonfűzfő ist eine ungarische Stadt im Kreis Balatonalmádi  im Komitat Veszprém. Zum Ort gehören die Stadtteile Csebere, Tobruk, Mámatető und Fűzfőgyártelep.

## Geografische Lage
Die Stadt befindet sich am nördlichsten Punkt des östlichen Teils des Balatons an dem kleinen Fluss Fűzfői Séd, der im Ort in den Balaton mündet. Nachbargemeinden sind Balatonalmádi, Litér, Királyszentistván, Papkeszi und Balatonkenese.

## Geschichte
In den 1920er Jahren entstanden in Balatonfűzfő eine Schießpulver- und eine Papierfabrik. Im Jahr 2000 erhielt die ehemalige Großgemeinde den Status einer Stadt.

## Söhne und Töchter der Stadt
- Attila Bozay (1939–1999), Musiker und Komponist
- Csilla Herczeg (1958–1995), Schauspielerin

## Städtepartnerschaften
- Mýtne Ludany, Slowakei, seit 2001
- Veľký Cetín, Slowakei, seit 2003

## Sehenswürdigkeiten
- Glockenturm  (Harangláb) im Ortsteil Tobruk
- Reformierte Kirche, erbaut 1948
- Römisch-katholische Kirche Jézus Szíve, erbaut 1936
- Ruine der römisch-katholischen Kirche Szent László
- Skulptur Memento von Bernadett Szilágyi
- Skulptur Vegyészlányok von Lenke R. Kiss
- Sowjetisches Heldendenkmal (Szovjet hősi emlékmű), errichtet 1946
- Statue des Heiligen Imre (Szent Imre-szobra)
- Zwei Strandbäder am Balaton

## Verkehr
In Balatonfűzfő laufen die Landstraßen Nr. 7213 und Nr. 722 sowie die Hauptstraßen Nr. 71, Nr. 72 und Nr. 710 zusammen. Außerdem ist die Stadt angebunden an die Eisenbahnstrecke von Székesfehérvár nach Tapolca. Durch den Ort führt der Balaton-Radweg.

## Bilder

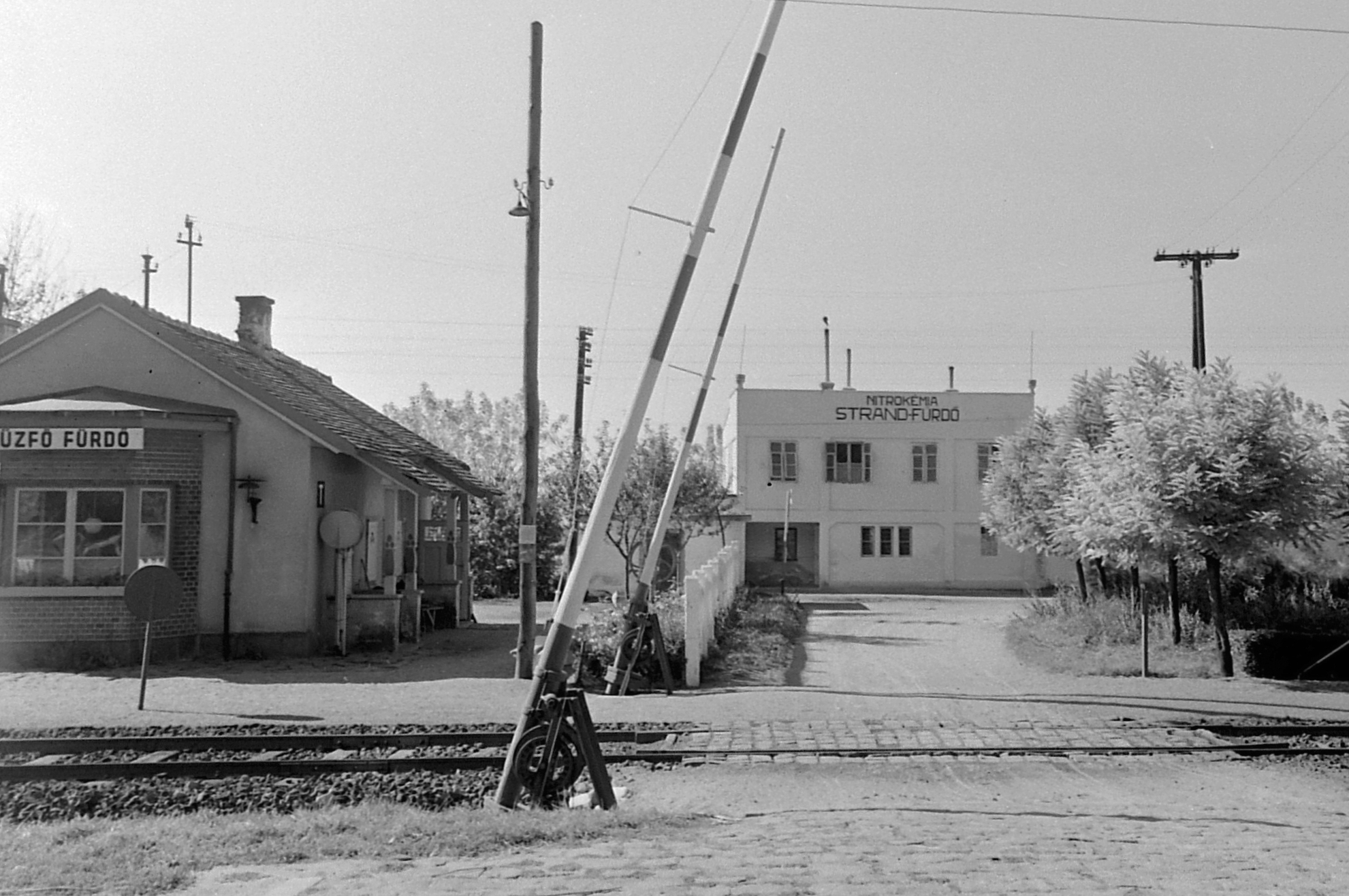
Eisenbahnstation und Strandbad (1963)
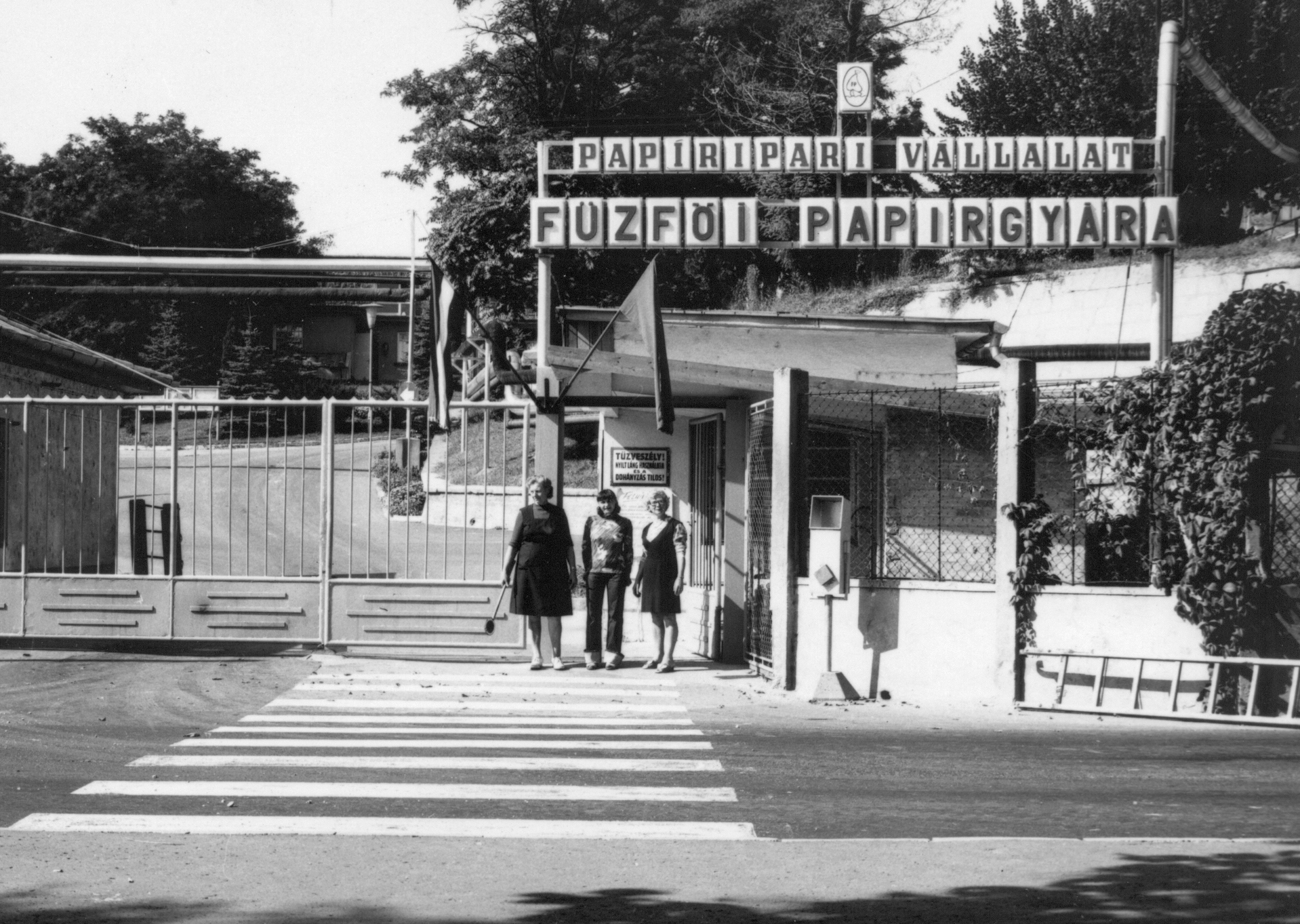
Eingang zur Papierfabrik (1978)
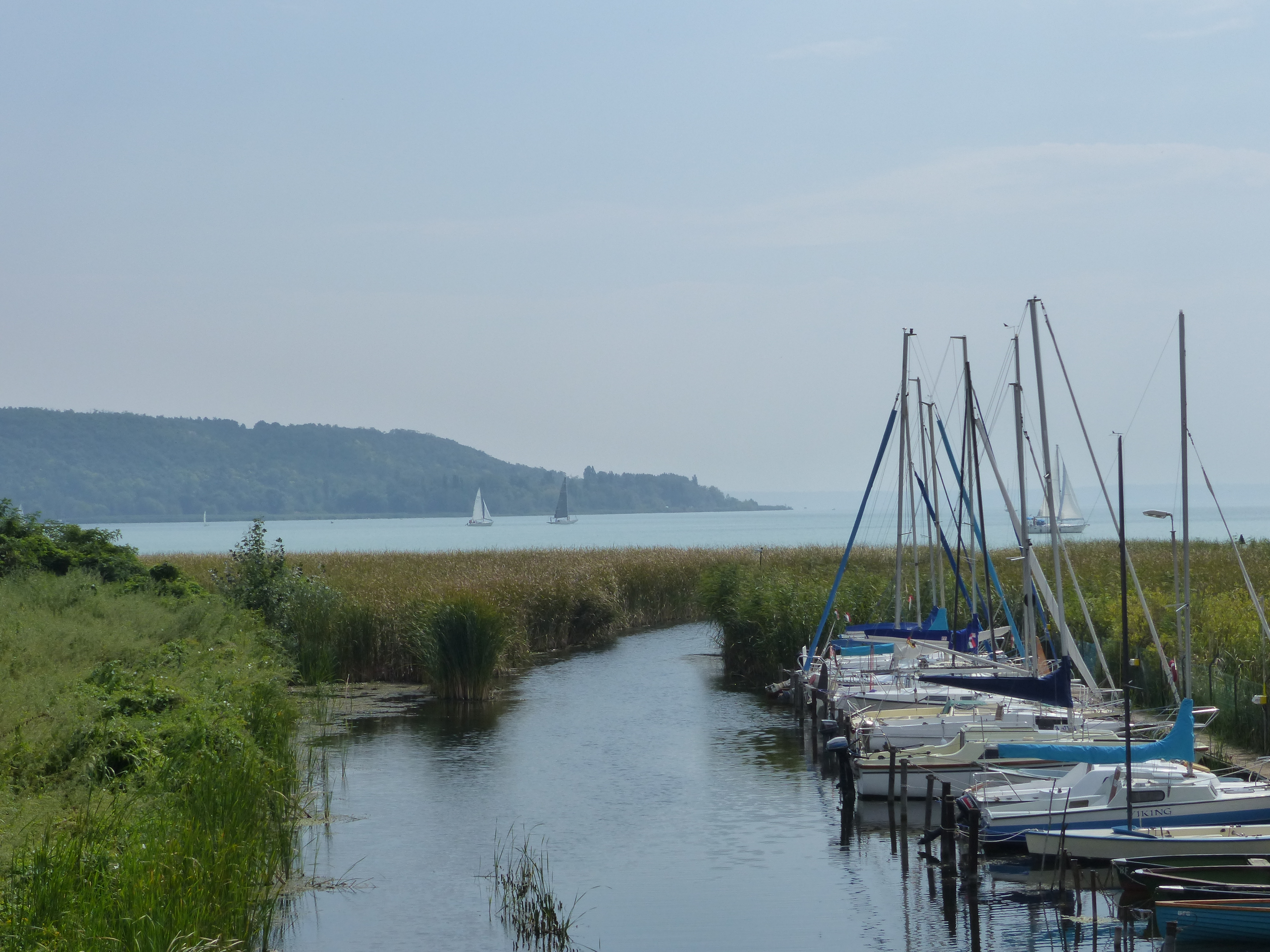
Ortsteil Tobruk
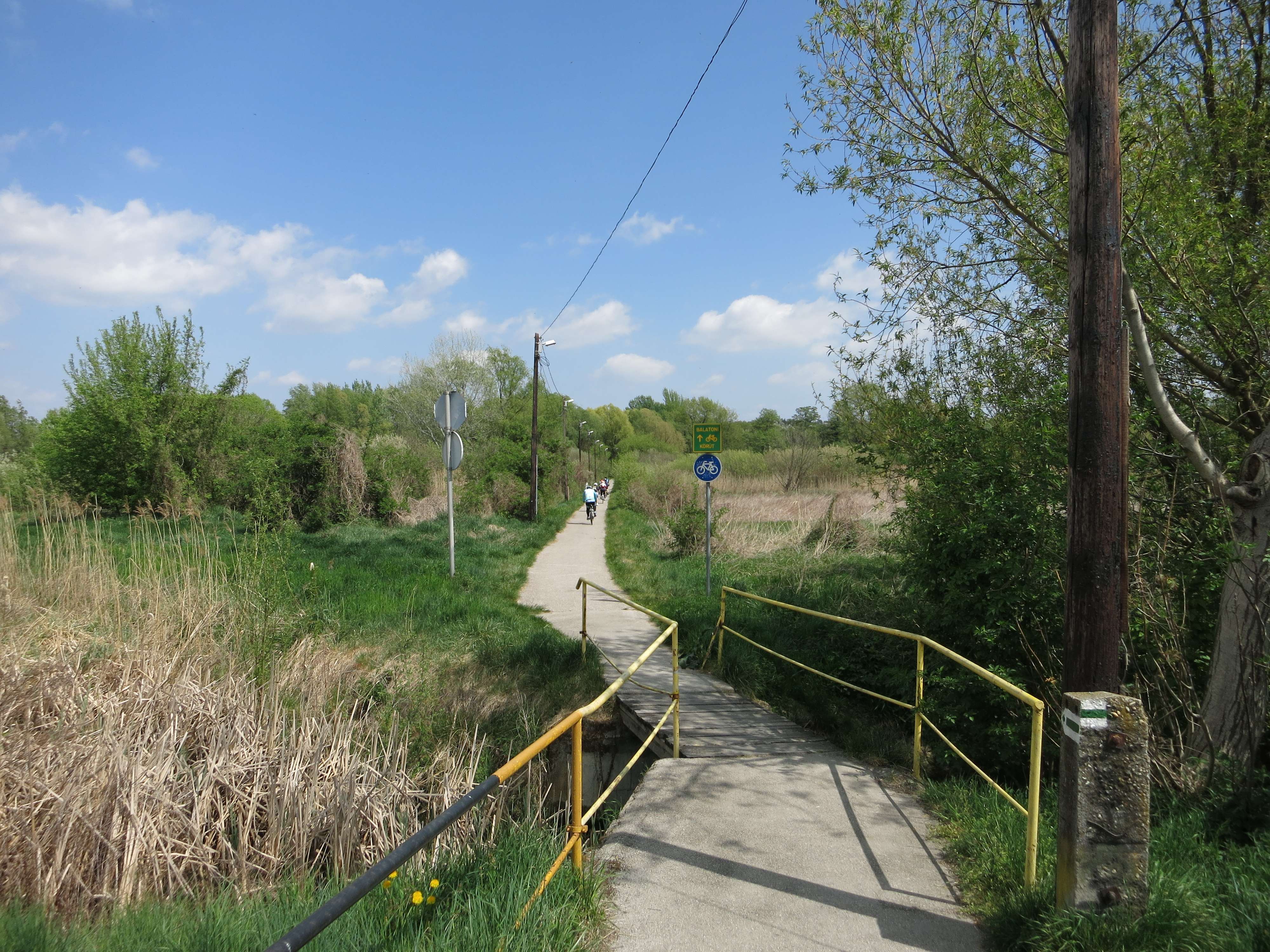
Der Balaton-Radweg bei Balatonfűzfő